# Passiflora galbana
Passiflora galbana är en passionsblomsväxtart som beskrevs av Maxwell Tylden Masters. Passiflora galbana ingår i släktet passionsblommor, och familjen passionsblomsväxter. Inga underarter finns listade i Catalogue of Life.

## Bildgalleri

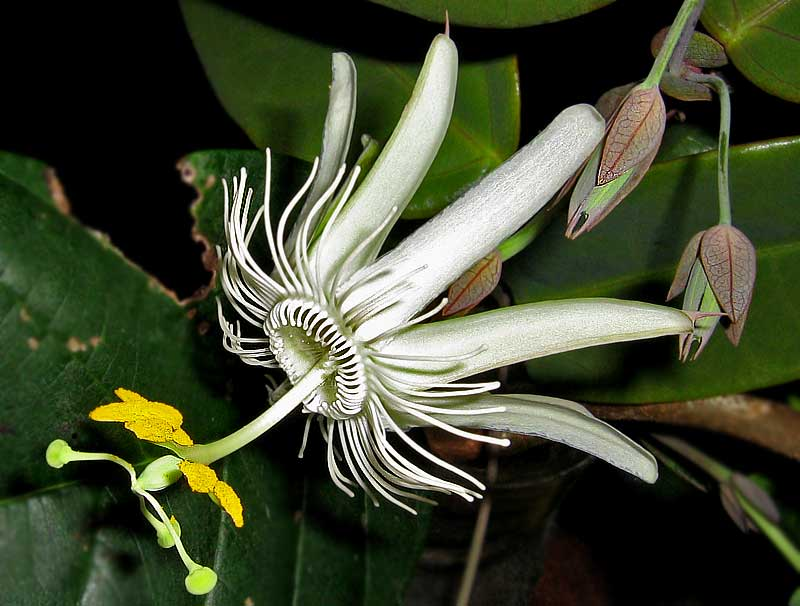
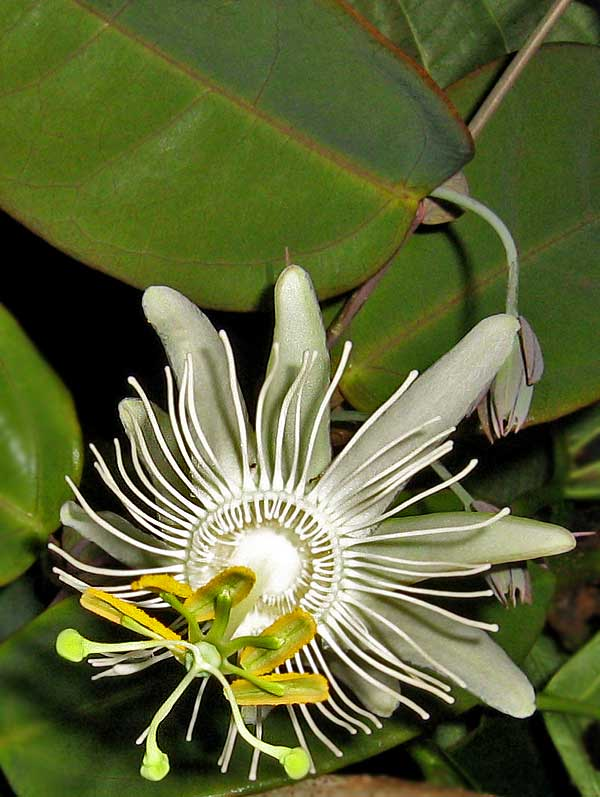
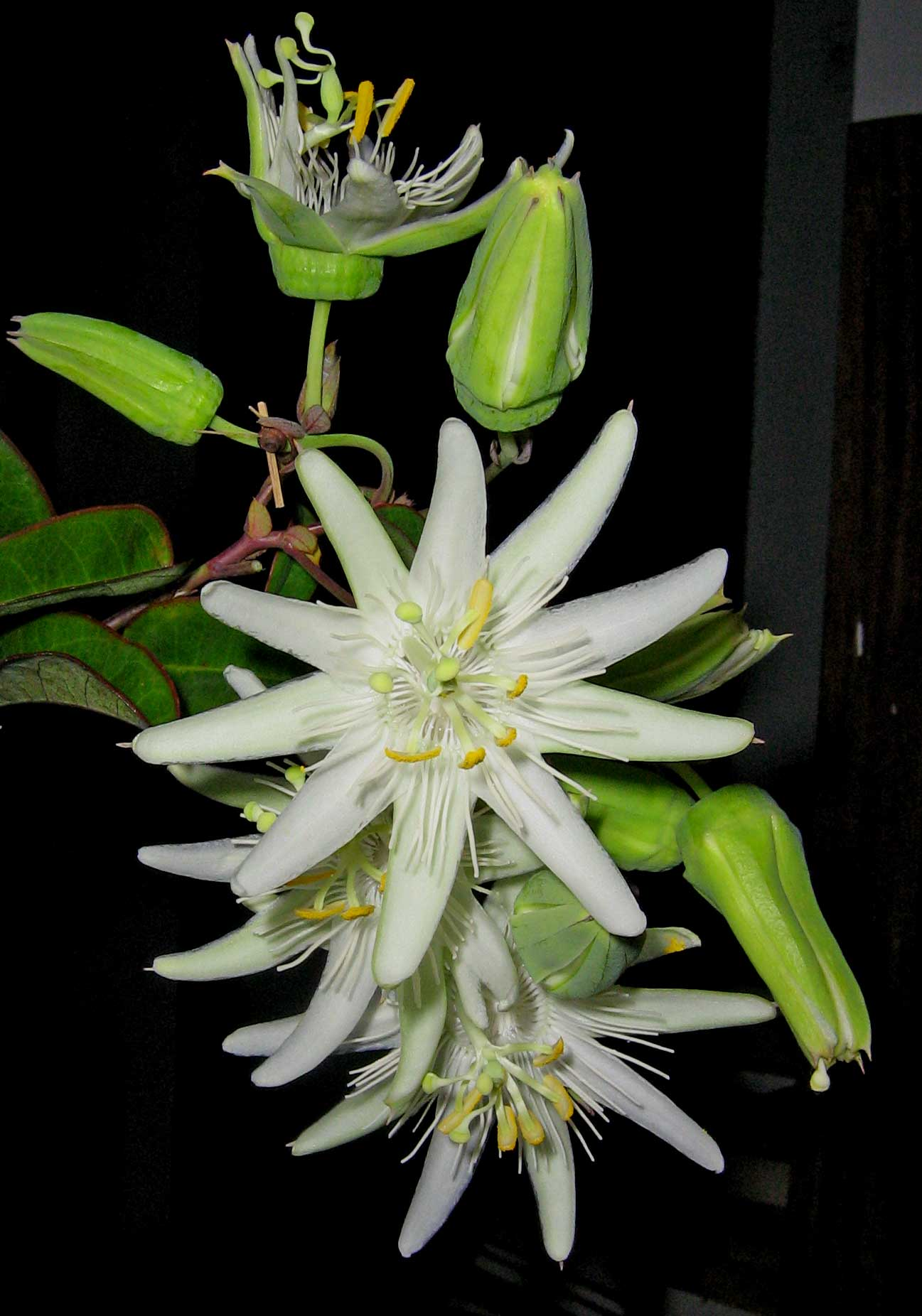
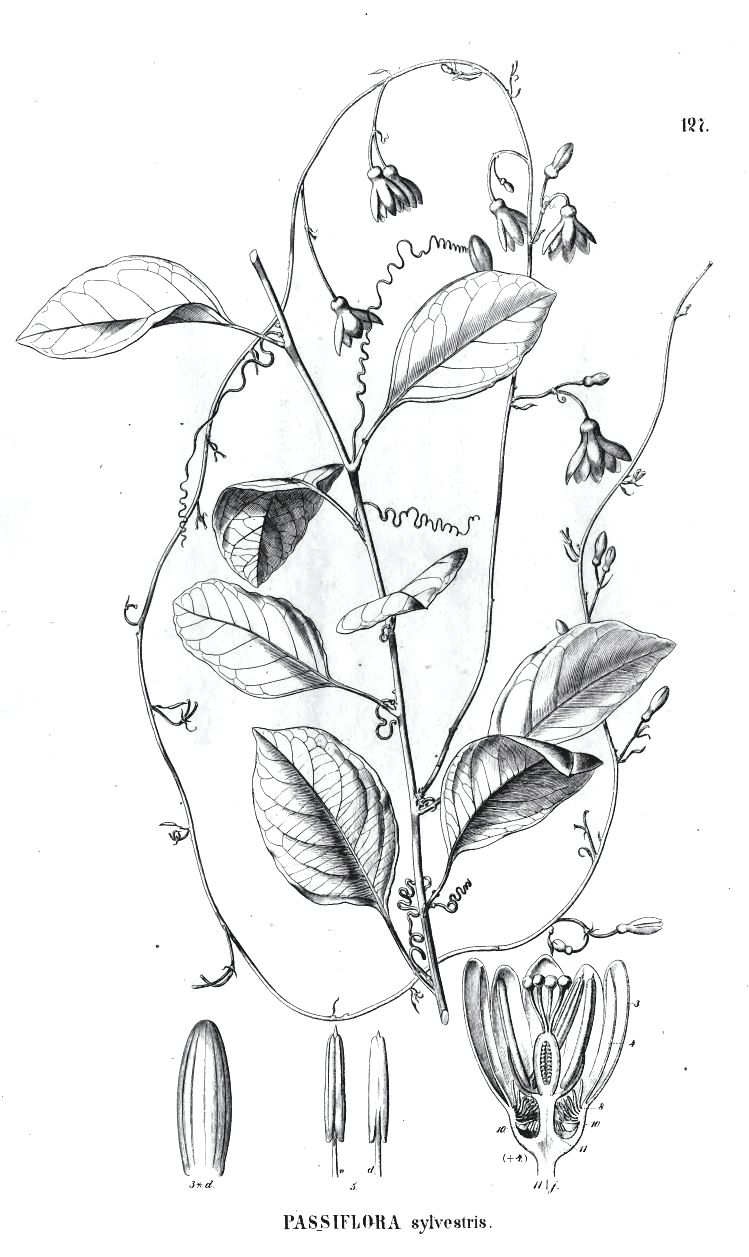